# 白鱼两极虫
白鱼两极虫（学名：Myxidium anabariliusi）为两极科两极虫属的动物。在中国，分布于云南等，营寄生生活，寄生在银白鱼的胆囊。